# Hanna Lidström
Hanna Natasja Lidström, född 3 januari 1994 i Hägerstens församling, Stockholms län, är en svensk politiker för Miljöpartiet. Hon var från den 13 februari 2016 språkrör för Grön Ungdom, fram till den 24 maj 2017 med Mårten Roslund och från och med den 30 september 2017 med Axel Hallberg. Som språkrör har hon argumenterat för ett starkt EU. Hon avgick den 10 februari 2019.

## Politik - utspel i press och media

### Positiv till EU
I en intervju för Aftonbladet den 8 februari 2017 framhåller Lidström att hon tror på ett mycket starkt EU, ett EU som har muskler att lösa de stora problemen i Europa. Dock säger hon också i intervjun att hon och Grön Ungdom inte är nöjd med hur "EU fungerar idag". Förslag som diskuteras inom Grön Ungdom är bland annat inrättandet av en gemensam asylmyndighet "som sköter fördelningen av flyktingar mellan länderna"; att Europol, Europeiska polisbyrån, ska få mer befogenheter; och att omfördelningen inom unionen ska öka.

### Kritik mot hennes åsikter om egna flygresor
I en intervju med KIT uttalade sig Lidström starkt negativt om flygresor, samtidigt som hon själv flyger frekvent till olika destinationer.  
"– Ja, jag tänkte på det, sen kom jag på att det här handlar inte om Hanna Lidströms liv utan ett stort ekonomiskt system som mäktiga och rika män bestämmer över. Sen vilade jag en vecka i solen, sa Lidström till Kit då."
Uttalandet har fått starkt kritik och betraktas som ett av flera uttalande rörande dubbelmoral bland Miljöpartiets högt uppsatta politiker. 